# Mattoon Township (comté de Coles, Illinois)
Mattoon Township est un township du comté de Coles dans l'Illinois, aux États-Unis,. 

## Source de la traduction
- (en) Cet article est partiellement ou en totalité issu de l’article de Wikipédia en anglais intitulé « Mattoon Township, Coles County, Illinois » (voir la liste des auteurs).